# Conte di St. Germans

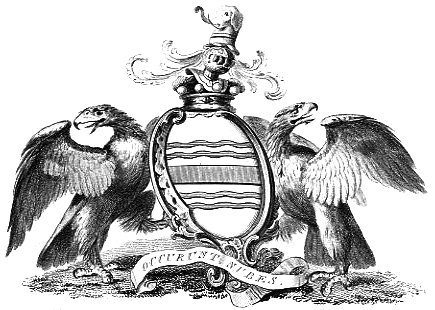
Stemma dei Conti di St. Germans.

Il Conte di St. Germans, nella contea di Cornovaglia, è un titolo del Pari del Regno Unito. Venne creato nel 1815 per John Eliot, II barone Eliot. John e suo fratello William erano i figli di Edward Eliot, che rappresentò St. Germans, Liskeard e la Cornovaglia nella Camera dei comuni. Nel 1784 venne creato barone Eliot, di St Germans nella contea di Cornovaglia, nel Pari della Gran Bretagna.
Gli succedette il secondo dei figli sopravvissuti di Lord Eliot, Edward James Eliot, che, a sua volta, gli succedette suo terzo figlio, il primo Earl di St. Germans. Gli succedette il fratello minore, il secondo conte. Egli è stato un politico e diplomatico e servì in particolare come sottosegretario di stato per gli affari esteri. Suo figlio, il terzo conte, fu anche lui un politico di primo piano e come capo segretario per l'Irlanda, Postmaster General, Lord Luogotenente d'Irlanda e Lord Steward of the Household. Suo figlio, il quarto conte, intraprese una carriera diplomatica. Nel 1870 prese posto nella Camera dei lord.
Non si sposò e gli succedette il fratello, il quinto conte, che lavorò per molti anni per il Ministero degli affari esteri. Gli succedette il fratello, il sesto conte. Gli succedette un cugino, il settimo conte. Egli era il figlio maggiore del colonnello Charles George Eliot, sesto figlio del terzo conte. Non si sposò e venne succeduto dal fratello minore, l'ottavo conte. Ha ricoperto diverse posizioni a corte, in particolare come Gentleman Usher di Edoardo VII e di Giorgio V. A partire dal 2010, i titoli sono detenuti da suo nipote, il decimo conte, che succedette al padre nel 1988.
La residenza ufficiale è Port Eliot, vicino a Saltash, in Cornovaglia.

## Baroni Eliot (1784)
- Edward Craggs-Eliot, I barone Eliot (1727–1804)
- John Eliot, II barone Eliot (1761–1823) (creato conte di St. Germans nel 1815)

## Conti di St. Germans (1815)
- John Eliot, I conte di St. Germans (1761–1823)
- William Eliot, II conte di St. Germans (1767–1845)
- Edward Eliot, III conte di St. Germans (1798–1877)
- William Eliot, IV conte di St. Germans (1829–1881)
- Henry Eliot, V conte di St. Germans (1835–1911)
- John Eliot, VI conte di St. Germans (1890–1922)
- Granville Eliot, VII conte di St. Germans (1867–1942)
- Montague Eliot, VIII conte di St. Germans (1870–1960)
- Nicholas Eliot, IX conte di St. Germans (1914–1988)
- Peregrine Eliot, X conte di St. Germans (1941)

L'erede è il nipote dell'attuale conte, Albert Eliot, Lord Eliot (2004)